# عبدالعزیز السعران
عبدالعزیز السعران (عربی: عبد العزيز السعران؛ زادهٔ ۲۵ ژانویهٔ ۱۹۸۴) بازیکن فوتبال اهل عربستان سعودی بود.
از باشگاه‌هایی که در آن بازی کرده‌است می‌توان به باشگاه فوتبال النصر عربستان سعودی اشاره کرد.
وی همچنین در تیم‌های ملی فوتبال زیر ۲۰ سال عربستان سعودی و عربستان سعودی بازی کرده‌است.